# التكلة حمد
التكلة حمد قرية سودانية، تقع في ولاية الجزيرة محلية الكاملين وحدة المعيلق الإدارية وتوجد شمال قرية عديد أبوعشر، وتحيط بها قرى مثل قرية أبشي وبرنكو، وغيرها. وتتميز هذه القرية انها تعكس صورة المجتمع الريفي البسيط وأصل الحياة القديمة التي تأسست قبل 200 عام ، ويبلغ عدد سكانها ألفي شخص تقريبا، وهي قرية اعتمادها الكلي علي الزراعة والثروة الحيوانية.وتوجد بها مدرسة إبتدائية اولاد ومدرسة إبتدائية بنات وثانوي ألاد وبنات. تقع بين خط العرض 14.935145° وخط الطول 33.146300° .